# سرژ آواکیان
سرژ آواکیان (به ارمنی: Սերժ Ավագյան) (زاده ۱۹۳۸ - درگذشته ۸ سپتامبر ۲۰۲۰)، گرافیست و نقاش ارمنی‌تبار اهل ایران و پایه‌گذار زیر مجموعه‌های جدید رشتهٔ گرافیک در ایران، مانند طراحی حروف گرافیک تلویزیونی و چاپ گرافیک بود.

## زندگی
سرژ آواکیان در ۱۹۳۸ (۱۳۱۷) در تبریز به دنیا آمد. وی دانش‌آموختهٔ «دانشگاه هنرهای زیبای کرویدون» لندن، در رشتهٔ هنرهای‌تجسمی و دانشگاه لندن در رشتهٔ نقاشی است. او پس از بازگشت به ایران آتلیه خود را در خیابان طالقانی راه‌اندازی می‌کند و به کار گرافیک مشغول می‌شود.
یکی از شناخته شده‌ترین آثار سرژ آواکیان طراحی بسته‌بندی پفک نمکی است. در دهه ۱۹۷۰ (میلادی) وقتی در گروه صنعتی مینو تصمیم به تولید پفک می‌گیرند بسته‌بندی این محصول را به سرژ سفارش می‌دهند، او می‌گوید:
«تازه به ایران برگشته بودم و به عمرم پفک ندیده بودم؛ رنگ و شکل لوگو را از خود فرم پفک گرفتم. این تصاویر هستند که باید حرف بزنند. یک روز رفتم به چاپخانه‌ای که قرار بود سلفون‌ها را چاپ کنند، در جوانی چاپ سیلک را پیش آلدو صرافیان کار کرده بودم و از چاپ هم سر رشته‌ای داشتم. فهمیدم که کار پفک نمکی را می‌باید با ساده‌ترین فرم و رنگ اجرا کنم. کار را با دو رنگ زرد و قرمز طراحی کردم. بعدها مینو همان طرح را ۴ رنگ یا ۵ رنگ چاپ کرد ولی از آن استقبال نشد و دوباره به همان طرح قبلی برگشتند.»

## درگذشت
سرژ آواکیان، شامگاه سه‌شنبه ۸ سپتامبر ۲۰۲۰ (۱۸ شهریور ۱۳۹۹) در سن ۸۲ سالگی بر اثر ایست قلبی-ریوی در تهران در گذشت.

## کارها
- ریاست گروه گرافیک دانشگاه هنر
- عضویت در هیئت علمی دانشگاه هنر
- شرکت در پانزده نمایشگاه داخلی و بین‌المللی
- شرکت در نمایشگاه هنرهای زیبای ایلینگ لندن
- شرکت در نمایشگاه بین‌المللی هنر معاصر ایران و سومین نمایشگاه دو سالانهٔ تهران

## آثار
- طراحی با حروف الفبای ارمنی
- طراحی پوستر تئاتر
- طراحی پاکت پفک نمکی
- طراحی پاکت شیر صنایع شیر ایران
- طراحی آدامس شیک